# 新疆省壹圆银币
新疆省壹圆银币是1949年5月，中华民国新疆省政府为了解决严重的通货膨胀而进行的货币改革中发行的银圆。新疆省壹圆银币即在中国国民党主政新疆时的一段时间流通，也在新疆和平解放后的一段时间流通。是新疆省最后铸造的银圆，也是新疆省发行的唯一一种以“圆”为单位的银圆。

## 背景与历史
民国二十八年（公元1939年），主政新疆的盛世才在新疆省财政厅代厅长毛泽民的协助下，进行了新疆第一次币制改革。这次改革停止了新疆省票、喀票，各类银圆、银块，铜钱、红钱的流通，新疆省币作为合法货币在新疆境内流通，货币单位改两为圆。各类银币退出了新疆金融市场的流通领域。在盛世才离开新疆后，中国国民党开始治理新疆，这时的新疆金融环境开始恶化，通货膨胀日益加剧。民国三十八年（公元1949年）4月到5月间，中华民国的法定货币金圆券因为在第二次国共内战中國民政府的失利开始快速崩溃，货币几乎成为废纸。此时，新疆省币与金圆券的固定比值为六十万圆比一圆，金圆券价值的崩溃使得新疆省币的价值出现更大幅度的下跌。与此同时，新疆省币自身也在滥发，省币的信用丧失殆尽。1949年5月10日，新疆省商业银行发行了面值60亿圆的新疆省币，然而其价值几乎和废纸无异，市场中甚至出现以物换物，以物找零，拒绝使用省币的情况。为了应对这一情况，新疆省政府决定进行新疆第二次币制改革。
1949年5月20日，新疆第二次币制改革开始实行，币制改革由時任新疆省政府主席包尔汉主持进行，改革恢复银本位，铸造新式银圆并恢复银圆的流通，发行十足兑换的银圆票。除此之外，政府按银圆票一圆比六千亿圆的比例回兑省币，同时停止金圆券的流通。新疆省壹圆银币便是此次改革中所铸造的银币。这是新疆省最后一次铸造银圆，新疆省壹圆银币也是唯一一种以“圆”为单位在新疆发行的银圆。1949年9月底，银圆与银圆票共计发行4,834,950圆，其中银圆发行492,950圆。然而因为物资的缺乏、财政的赤字以及未足够储备的白银使得本应该十足兑换的银圆票一直在贬值，这时银圆与银圆票的比例为1:9。
新疆和平解放后，为了稳定新疆金融，新疆省壹圆银币和银圆票依然是当时新疆暂时的合法货币，第一套人民币暂时不进入新疆省。而后，新疆省人民政府开始逐步整顿新疆金融。1949年11月，政府为了切断银圆票和银币的直接联系，开始停止银圆票兑现银币并将银圆票与人民币联系起来，停止铸造新疆省壹圆银币。不过壹圆银币依然在市场中流通，并且左右着物价并且有严重的投机活动发生。1950年3月到4月，银圆价格一度上涨至很高的水平，在迪化市、和田地区涨到了每枚四万圆人民币，在哈密地区則涨到了每枚三万圆。为了引对这种情况，打击银圆投机，政府开始禁止银圆在地区之间贩运。为了稳定南疆地区物价，政府向喀什地区、阿克苏地区、莎车县、和田地区拨款50万银圆，且南疆军区将菜金（银圆）交由银行作为稳定银圆市场的基金。除此之外，还采取了银行开展汇兑业务、举办折实存款、商铺出售大量商品等方式。1951年初，新疆省第一届财经会议决定加强银圆的管理，开始宣传推广使用银圆票，实行将计价单位从银圆变为银圆票等措施。此举使得银圆价格回落，并且使得银圆票的信誉提高。1952年1月1日，新疆省人民政府颁布了《新疆省金银管理暂行办法》，《办法》规定包括新疆省壹圆银币在内的各类金银，准许人民储有，但不得计价行使，私相买卖。不得非法携带，并由银行挂牌收兑金银。至此，新疆省壹圆银币开始退出市场。1951年10月1日，新疆发行加印带维吾尔文的人民币，并且和其他各版人民币在全国流通，新疆省发行的银圆票开始回收。至此，新疆的货币走向了统一。

## 形制特征
新疆省壹圆银币面额为一圆，由新疆省造币厂铸造。每枚新疆省壹圆银币重库平七钱二分，合26.86克，内含90%的纯银，银币直径39毫米。新疆省壹圆银币与船洋等值并共同流通。新疆省壹圆银币共铸造了两种，其一为从1949年5月20日新疆第二次币制改革开始，到1949年9月25日新疆和平解放前。第二种从1949年9月25日新疆和平解放后开始到1949年11月停铸为止。第一种正面下首铸有“民国卅八年”，第二种将“民国卅八年”改铸为“一九四九年”五个字的纪年。不过两种银币有几十种版式。银币正面的主要内容为中央铸有长牟体汉文“壹圆”，汉文两侧被两枝麦穗环绕，麦穗的结合处用丝带相连。麦穗正上方铸有七个汉字，“新疆省造币厂铸”。麦穗左、右两侧铸有五瓣花饰。正面正下方铸有汉字，“民国卅八年”或“一九四九年”。银币背面铸有一圆形珠圆，珠圆内部上侧为阿拉伯数字“1”。珠圆内部下侧铸有（维吾尔）察合台文“‎”（dollar，圆），珠圆上侧铸有察合台文“‎（Xinjiang Olkalk Pul Kuyush Zawutida Kuildi）”（新疆省造币厂铸），珠圆下侧则铸有公元纪年“1949”。
新疆省壹圆银币拥有较多版式，且较为复杂。“民国卅八年”的新疆省壹圆银币根据面文“壹圆”可分为“实心字”和“空心字”版。根据背面阿拉伯数字“1”又可分为“尖足1”版和“方足1”版，而“尖足1”又可分为“大尖足”版和“小尖足”版。“一九四九年”新疆省壹圆银币，根据其下首沿边的“一九四九年”字样“四”中的左上角是否开口又可分为开口和闭口两种版式。另外还有“双空体字”版、“童体字”、“牛头币”等等。版式众多的原因可能有政府管理衰微，新疆货币的铸造发行受中央政府管制较少，各地方铸造厂对铸币的工艺、技术、质量要求不一，管理不严。也可能因为有不同民族的雕模师，银币有维吾尔、汉两种文字，或出于水平有限、或出于粗心大意、或出于故意为之，有差错无法避免。另外，当时以维吾尔人为主体的民众生活较为困苦，文化相对落后。钱币上的文字出错或者不一样也很难被人发现。